# Hamburger Bahnhof - Museum für Gegenwart
Het Hamburger Bahnhof - Museum für Gegenwart is een museum voor hedendaagse kunst in Berlijn. Het museum is gevestigd in een voormalig spoorwegstation, het Hamburger Bahnhof, aan de Invalidenstraße in het stadsdeel Moabit, niet ver van Berlin Hauptbahnhof. De collectie van het Hamburger Bahnhof maakt deel uit van de collectie moderne kunst van de Nationalgalerie.

## Geschiedenis
Nadat het in 1847 geopende station reeds in 1884 was gesloten, huisvestte het gebouw vanaf 1906 een museum voor techniek. Na de Tweede Wereldoorlog was het Hamburger Bahnhof echter niet meer toegankelijk voor publiek.
In het midden van de jaren 1980 bood de Berlijnse bouwmagnaat en kunstverzamelaar Erich Marx aan zijn privécollectie ter beschikking te stellen aan de stad. Daarop besloot het Berlijnse stadsbestuur in 1987 het voormalige Hamburger Bahnhof tot museum voor hedendaagse kunst om te bouwen. De Stiftung Preußischer Kulturbesitz (Stichting Pruisisch Cultuurgoed) bleek bereid het beheer van dit nieuwe museum voor haar rekening te nemen. In 1989 schreef het stadsbestuur een prijsvraag voor de ombouw van het station uit, die gewonnen werd door de architect Josef Paul Kleihues. Van 1990 tot 1996 werd het Hamburger Bahnhof naar zijn plannen heringericht en uitgebreid om onderdak te gaan bieden aan het Museum für Gegenwart. Er werd onder andere een 80 meter lange vleugel naast de oude perronhal aan het complex toegevoegd. In november 1996 opende het nieuwe museum zijn deuren.

## Collectie
Het museum stelt werken van onder anderen Joseph Beuys, Anselm Kiefer, Roy Lichtenstein, Richard Long en Andy Warhol tentoon. Ook delen van de collectie van de Neue Nationalgalerie zijn in het Museum für Gegenwart ondergebracht en er worden regelmatig wisselende tentoonstellingen georganiseerd. Sinds 2004 is bijvoorbeeld steeds een deel van de kunstverzameling van Friedrich Christian Flick te zien. In 2008 zijn 166 werken daaruit door Flick aan de Nationalgalerie geschonken.